# Chủ tịch Hội đồng Liên bang Nga
Chủ tịch Hội đồng Liên bang Nga (tiếng Nga: Председатель Совета Федерации Федерального собрания Российской Федерации) hoặc đơn giản là Chủ tịch Thượng viện Nga (tiếng Nga: спикер) là viên chức chủ trì Thượng viện của quốc hội Liên bang Nga. Đây là vị trí cao thứ ba, sau tổng thống và thủ tướng, trong chính phủ Nga. Trong trường hợp không có khả năng của Tổng thống và Thủ tướng, Chủ tịch Hội đồng Liên đoàn trở thành Quyền Tổng thống Nga.

## Lệnh bầu cử
Chủ tịch được bầu bởi các thành viên của Hội đồng Liên đoàn trong số họ. Đó là, vị trí được nắm giữ bởi một trong những thành viên của Hội đồng Liên đoàn. Cuộc bầu cử được tổ chức bằng cách bỏ phiếu kín bằng cách sử dụng phiếu bầu. Hội đồng Liên đoàn có thể quyết định tiến hành bỏ phiếu kín bằng hệ thống điện tử.
Chủ tịch Hội đồng Liên đoàn được bầu cho nhiệm kỳ quyền hạn của mình với tư cách là thành viên của Hội đồng Liên đoàn.
Đề cử cho chức danh Chủ tịch Hội đồng Liên đoàn được đề xuất bởi các thành viên của Hội đồng Liên đoàn. Mỗi thành viên của Hội đồng Liên đoàn chỉ có quyền đề xuất một ứng cử viên. Một cuộc thảo luận được tổ chức cho tất cả các ứng cử viên đã đồng ý điều hành, trong thời gian đó họ phát biểu tại cuộc họp và trả lời các câu hỏi từ các thành viên của Hội đồng Liên đoàn. Sau khi thảo luận, phòng phê duyệt danh sách các ứng cử viên để bỏ phiếu.
Một ứng cử viên được coi là được bầu nếu, do kết quả bỏ phiếu, ông đã nhận được hơn một nửa số phiếu của tổng số thành viên của Hội đồng Liên đoàn. Nếu có nhiều hơn hai ứng cử viên được đề cử vào vị trí Chủ tịch Hội đồng Liên đoàn và không ai trong số họ nhận được số phiếu cần thiết, vòng bỏ phiếu thứ hai được tổ chức cho hai ứng cử viên nhận được số phiếu cao nhất.

## Danh sách chủ tịch
| №     | Hình ảnh | Tên                 | Đại diện           | Năm sinh                  | Nhiệm kỳ                                            |
| ----- | -------- | ------------------- | ------------------ | ------------------------- | --------------------------------------------------- |
| 1     |          | Vladimir Shumeyko   | Kaliningrad (tỉnh) | Ngày 10 tháng 2 năm 1945  | Ngày 13 tháng 1 năm 1994 - ngày 23 tháng 1 năm 1996 |
| 2     |          | Yegor Stroyev       | Oryol (tỉnh)       | Ngày 25 tháng 2 năm 1937  | Ngày 23 tháng 1 năm 1996 - ngày 5 tháng 12 năm 2001 |
| 3     |          | Sergey Mironov      | Sankt-Peterburg    | Ngày 14 tháng 2 năm 1953  | Ngày 5 tháng 12 năm 2001 - ngày 18 tháng 5 năm 2011 |
| и. о. |          | Aleksandr Torshin   | Mari El            | Ngày 27 tháng 11 năm 1953 | Ngày 18 tháng 5 năm 2011 - ngày 21 tháng 9 năm 2011 |
| 4     |          | Valentina Matvienko | Sankt-Peterburg    | Ngày 7 tháng 4 năm 1949   | Ngày 21 tháng 9 năm 2011 - hiện tại                 |